# Tepilia confinis
Tepilia confinis är en fjärilsart som beskrevs av Walker 1856. Tepilia confinis ingår i släktet Tepilia och familjen silkesspinnare. Inga underarter finns listade i Catalogue of Life.